# Kuipersstraat
De Kuipersstraat is een straat in Brugge.

## Beschrijving
De Kuipersstraat behoort tot de oudste straten in het centrum van de historische stad. In 1292 had ze al geruime tijd haar naam, en werd toen met kasseien belegd: pro calceia in Cuperstrate, vermeldt de stadsrekening.
Er is geen andere verklaring dan dat de straat vernoemd werd naar de kuipers die er woonden en die er waarschijnlijk ook hun ambachtshuis hadden. Niet voor altijd, want in 1429 kochten ze een huis aan op de hoek van de Vlamingstraat en de Niklaas Desparsstraat, om er hun ambachtshuis van te maken.
Een groot herenhuis dat in deze straat werd bewoond door schepen Charles Lauwereyns, diende ook als vergaderplaats voor de vrijmetselaarsloge La Parfaite Égalité, waar hij de achtbare meester van was. Het huis werd gesloopt in 1866, om plaats te maken voor de nieuwe stadsschouwburg.
De Kuipersstraat loopt van de Eiermarkt tot aan de Naaldenstraat.

## Stadsbibliotheek Biekorf
Op de plek van verschillende huizen, waar onder meer de drukker Joseph Van Praet had gewoond, werd op het einde van de negentiende eeuw het grootwarenhuis Titz gebouwd. Na de Eerste Wereldoorlog, waarbij de eigenaar als Duitser onteigend werd, kwam het grootwarenhuis in handen van de familie Bernheim en dreef het handel onder de naam A l'Innovation tot in de jaren negentien zestig. De eigendom werd toen door de stad Brugge aangekocht en, naar een ontwerp van de architecten Luc Dugardyn en Luc Vermeersch, werd een gebouw opgericht dat sinds 1977 huisvesting verleent aan de openbare stadsbibliotheek Biekorf.

## DePensée
Het huis Kuipersstraat 25 werd rond 1490 gebouwd en kreeg de naam de Pensée. Het was een aanzienlijk herenhuis, met een negentien meter hoge schermgevel. Het behoorde opeenvolgend aan heel wat aanzienlijke Brugse families: Ryckaert - Van de Walle - Bave - De Wree -Wynckelman.
In de negentiende eeuw behoorde de eigendom achtereenvolgens aan de lakenhandelaars Henri en Bernard Coucke, aan kanunnik Aimé Boone en, tegen het einde van de eeuw, aan de weduwe Maria Cauwe-Benninck.
In 1907 werd de eigendom aangekocht door de liberale maatschappij Willen is Kunnen, die er een grote zaal en een paar drankgelegenheden in inrichtte. De zaal werd in art-nouveaustijl ingericht door architect Oscar Dumon. Dit gebouw, voortaan Zwart Huis genoemd, herbergde vanaf 1919 de bioscoop 'Zwart Huis'. Het bleef verder ook functioneren als herberg, danszaal en restaurant.

## Bekende bewoners
- Giovanni Arnolfini
- Charles Lauwereyns de Roosendaele de Diepenheede
- Joseph Van Praet
- Matthijs de Visch
- Joseph Bogaert

## Literatuur

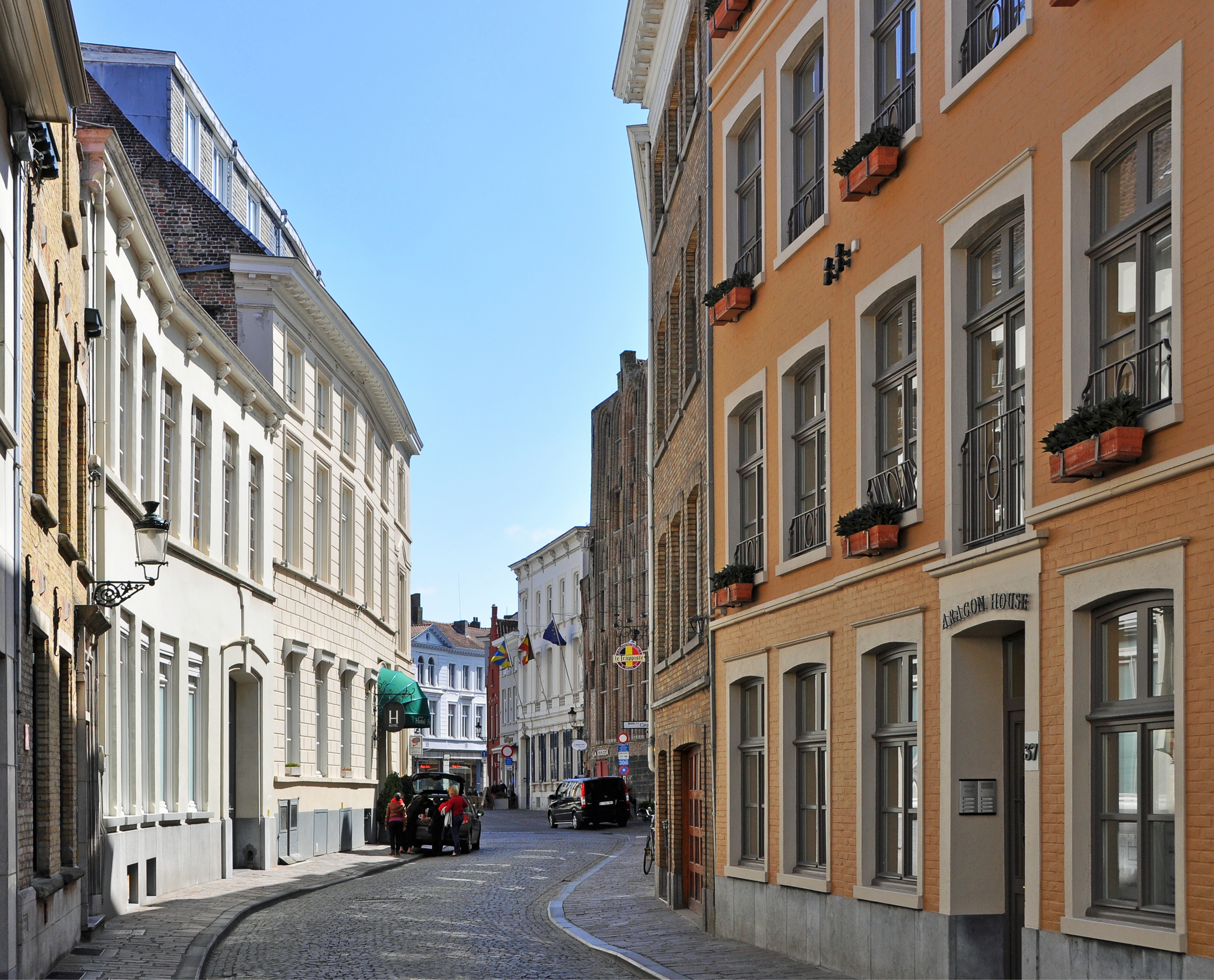
De Kuipersstraat in zuidelijke richting gezien
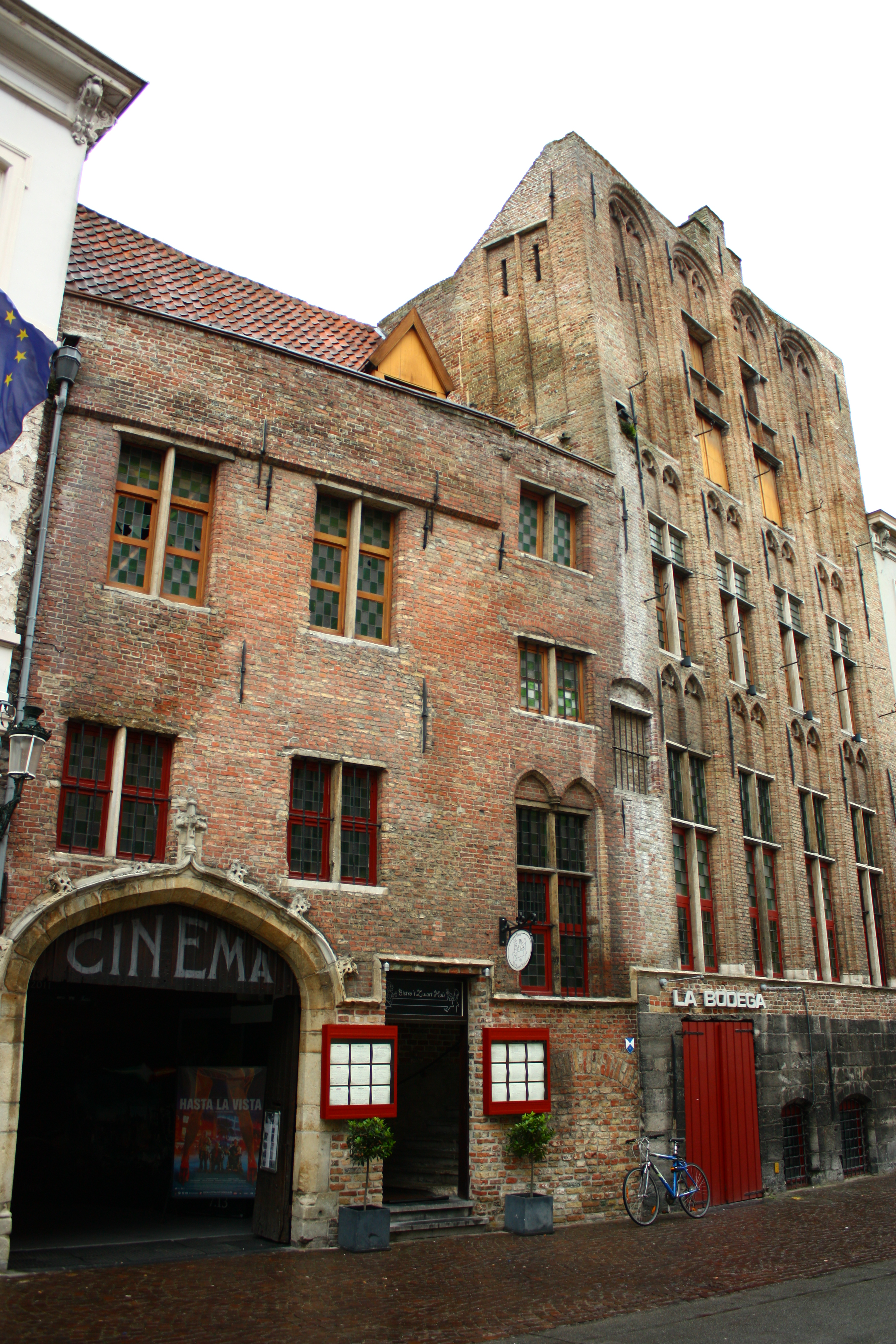
Huis 'De Pensée' of 'Zwart Huis' in de Kuipersstraat